# Oregelbunden menstruation
Oregelbunden menstruation är en menstruationsstörning som innebär att menstruationscyklerna varierar i längd från månad till månad eller att menstruationsmönstret i övrigt är oförutsägbart.
Menstruationen är oregelbunden om cykeln är ovanligt kortvarig (polymenorré), långvarig (oligomenorré), om mängden blod är mycket större (hypermenorré) eller mindre (hypomenorré) än vanligt, eller om menstruationsblödningen varar längre eller kortare tid än annars. Normalvariationen för detta är tämligen stor, och skillnaden behöver inte uppnå gränsen för en annan diagnos för att man ska ha oregelbunden menstruation. Vid uppenbart förändrad menstruation behöver tillståndet undersökas av sjukvården.
Orsaker till oregelbunden menstruation kan vara att personen just inträtt i puberteten eller gått in i klimakteriet, då tillståndet snarast är förväntat. Åren däremellan kan oregelbunden menstruation tyda på ett underliggande problem eller tillstånd. Plötslig viktminskning, såsom vid anorexia nervosa, hård fysisk träning, stress och större förändringar i livet, drogmissbruk, giftstruma eller hypotyreos, myom, och läkemedel, kan ge oregelbunden menstruation. En annan orsak till oregelbundenheten är anovulation, att ingen ägglossning skett under cykeln. Eftersom menstruationen styrs av hormoner, kan många hormonsjukdomar ge oregelbunden menstruation som symtom, förutom ovan nämnda exempelvis polycystiskt ovariesyndrom, hyperprolaktinemi, Cushings syndrom, och diabetes.